# Bove (araldica)
In araldica il bove simboleggia l'assiduità nel lavoro, la pazienza e la mansuetudine. Il bove è rappresentato con la coda pendente, a differenza del toro che si riconosce per la coda rivolta sul dorso. Talora compare anche la vacca riconoscibile dalle mammelle gonfie di latte.
Se una delle zampe anteriori è piegata e sollevata, si dice passante.

D'argento, al bove di rosso (Bielsk Podlaski, Polonia)
Di verde, al bove d'argento (Uraz, Bassa Slesia, Polonia)
D'oro, al bove di nero, passante su una pianura di verde, al vomero d'aratro di rosso, nel cantone sinistro del capo (Großrinderfeld, Germania)
Bove di nero (stemma di Güstrow, in uso fino al 1999)
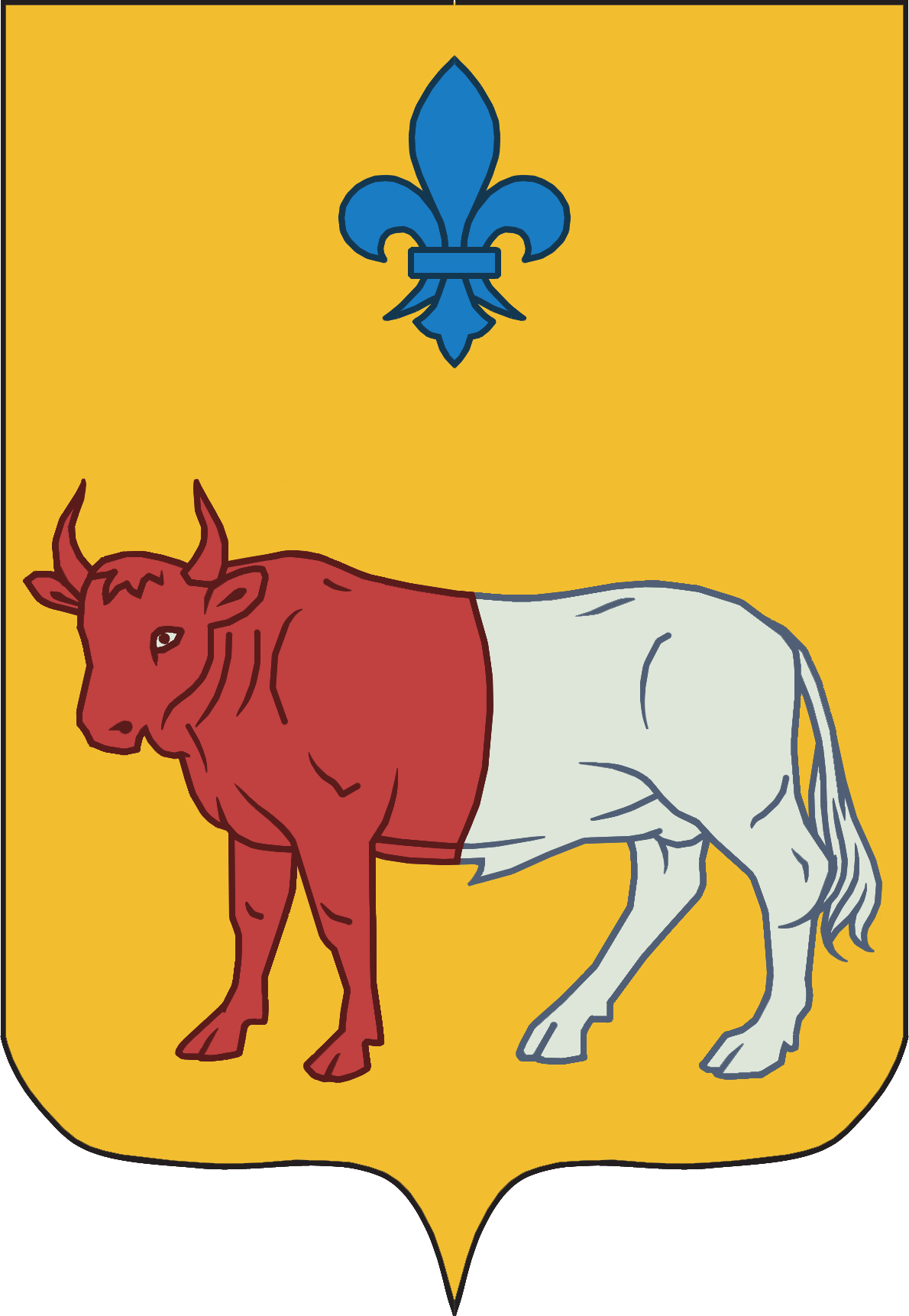
D'oro, al bove partito di rosso e d'argento (famiglia Tomassoni di Terni)
Stemma dei Bove di Velletri